# NGC 1085
NGC 1085 è una vasta galassia a spirale situata nella costellazione della Balena, a una distanza di circa 316 milioni di anni luce dalla nostra Via Lattea.

## Scoperta
La galassia è stata scoperta il 26 settembre 1865 dall'astronomo tedesco Heinrich d'Arrest.

## Descrizione
NGC 1085 ha una classe di luminosità II-III e presenta una larga riga a 21 cm dell'idrogeno neutro.

## Supernova
Il 20 agosto 2003, all'interno di NGC 1085 è stata scoperta la supernova SN 2003hk dall'astronomo amatoriale britannico Tom Boles oltre che da M. Moore e W. Li nel corso del programma LOTOSS dell'Osservatorio Lick. La supernova è stata classificata di tipo II.

## Gruppo di NGC 1016
NGC 1085 fa parte del Gruppo di NGC 1016, un gruppo che comprende almeno dieci galassie. Le altre galassie elencate nell'articolo di Mahtessian sono NGC 1004, NGC 1016, IC 232, IC 241, IC 1843, UGC 2018, UGC 2019, UGC 2024 e UGC 2051.
Nell'articolo di Mahtessian, le ultime quattro galassie sono indicate come 0230+0003 (per CGCG 0230.1+0003), 0230+0024 (per CGCG 0230.1+0024), 0230+0012 (per CGCG 0230.4+0012) e 0231+0108 (per CGCG 0231.5+0128).